# Bílkův mlýn
Bílkův mlýn (Hoření) v obci Tužín v okrese Jičín je vodní mlýn, který stojí na samotě v nejsevernější části obce na Tužínském potoce. Je chráněn jako nemovitá kulturní památka České republiky.

## Historie
Mlýn se stal místem schůzky českých vyhnanců, kteří nesli důležité poselství panu Adamovi z Richenfelsu, od roku 1634 majiteli panství. Původní patrový mlýn s dřevěnou pavlačí roku 1868 vyhořel a na jeho místě byl vystavěn menší s větším vodním kolem. Mlelo se zde do roku 1930.

## Popis
Patrová zděná stavba je okapovou stranou orientována souběžně s komunikací. Roubená malá stodola má štítové průčelí kolmo ke komunikaci a je postavená proti obytného objektu.
Mlýn měl jedno kolo na vrchní vodu se spádem 8 metrů, 1 francouzský kámen a 1 špičák. Voda na vodní kolo vedla náhonem.
Dochovaly se barokní kamenické prvky, z obyčejného složení je dochována mlýnská hranice, torzo hřídele vodního kola a paleční kolo (v lednici torzo vodního kola na vrchní vodu). U mlýna je také umístěno několik mlecích kamenů.